# José Izquierdo Martínez
José Izquierdo Martínez (Arnedo, La Rioja, 3 d'agost de 1980) és un futbolista riojà, que ocupa la posició de defensa.

## Trajectòria esportiva
Es va formar al planter del CA Osasuna. Després de més cent partits amb el filial, debuta amb el primer equip la temporada 01/02. Formaria part del planter osasunista durant set campanyes, totes a la màxima categoria, i jugant 108 partits. Només seria titular en una d'elles, la 03/04, en la qual disputa 35 partits i marca un gol.
El 2008 marxa al Gimnàstic de Tarragona, de Segona Divisió, i a l'any següent recala a la UD Logroñés on hi juga durant les temporades 2009-10 i 2010-11. La temporada temporada 2011-12 s'ha incorporat a la plantilla del Club Esportiu Atlètic Balears.